# Micromyzodium nipponicum
Micromyzodium nipponicum är en insektsart. Micromyzodium nipponicum ingår i släktet Micromyzodium och familjen långrörsbladlöss. Inga underarter finns listade i Catalogue of Life.